# Réflexe rouge

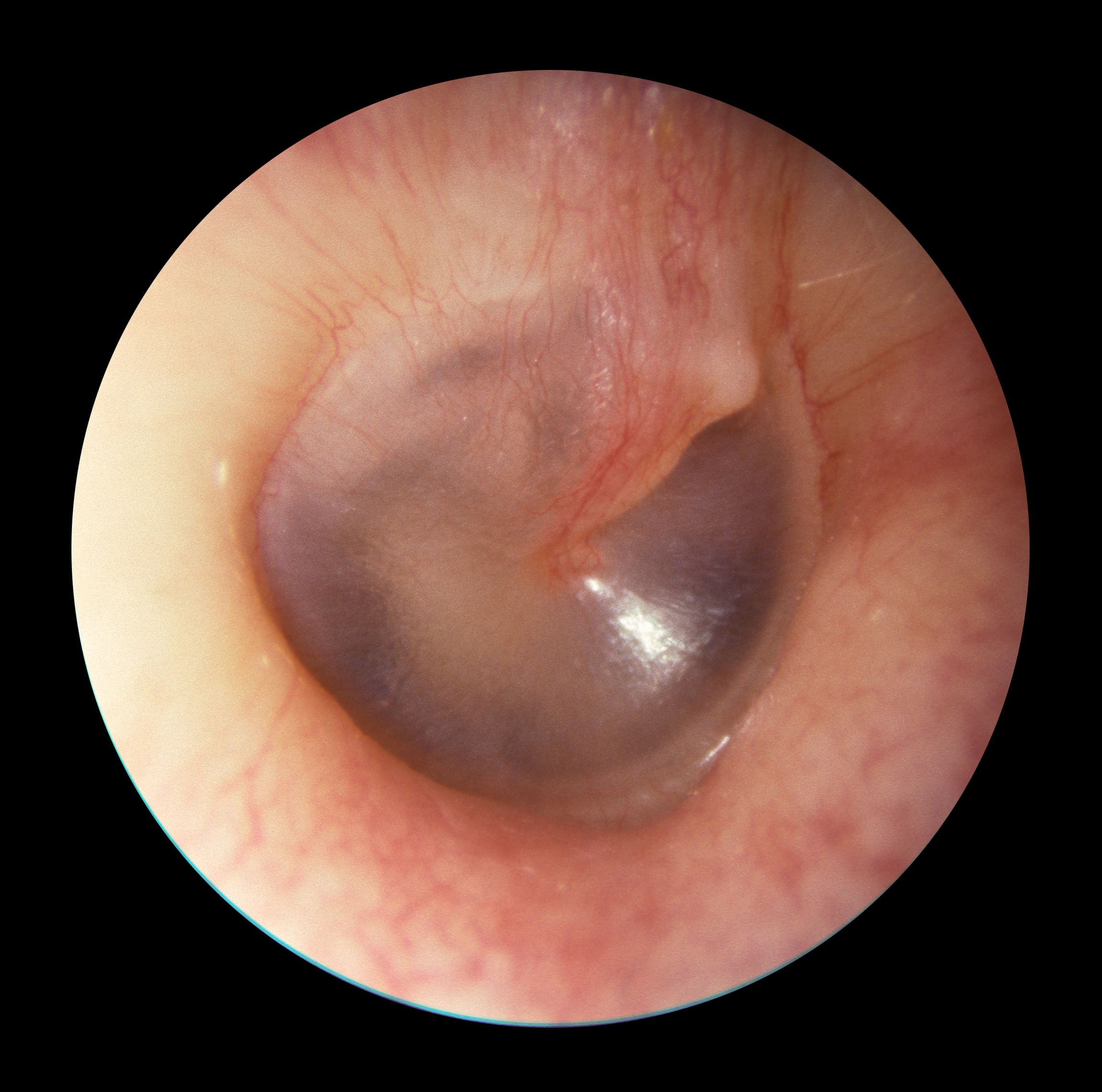
Tympan normal où la vascularisation est bien visible.

Il s’agit d’un réflexe de fibres nerveuses du nerf trijumeau déclenchant une vasodilatation des vaisseaux sanguins au niveau des contours du canal auditif externe et de la membrane tympanique du tympan.

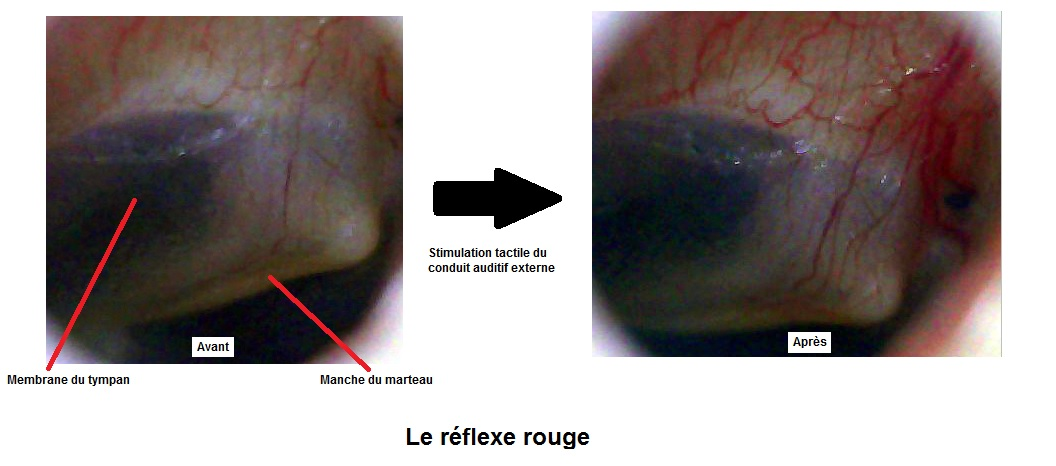
Le réflexe rouge.

Les petits vaisseaux qui sont le long du manche du marteau et les vaisseaux radiaux qui traversent la surface de la membrane tympanique deviennent alors bien visibles à l’examen otologique.
Le réflexe peut être dû à une stimulation du conduit auditif par l’otoscope ou par une simple stimulation tactile du conduit auditif externe.